# Sarki hófajd
A sarki hófajd (Lagopus lagopus) a madarak osztályának tyúkalakúak (Galliformes) rendjébe és a fácánfélék (Phasianidae) családjába tartozó faj.

## Előfordulása
Eurázsiában, Kanada északi részén, Grönland hegyeiben és Alaszka területén honos.

## Alfajai
- Lagopus lagopus alascensis
- Lagopus lagopus albus
- Lagopus lagopus alexandrae
- Lagopus lagopus alleni
- Lagopus lagopus birulai
- Lagopus lagopus brevirostris
- Lagopus lagopus dybowskii
- Lagopus lagopus kamtschatkensis
- Lagopus lagopus koreni
- Lagopus lagopus kozlowae
- Lagopus lagopus lagopus
- Lagopus lagopus leucopterus
- Lagopus lagopus maior
- Lagopus lagopus muriei
- Lagopus lagopus okadai
- Lagopus lagopus pallasi
- Lagopus lagopus rossicus
- Lagopus lagopus septentrionalis
- Lagopus lagopus sserebrowsky
- Lagopus lagopus ungavus
- Lagopus lagopus variegatus
- Skótfajd (Lagopus lagopus scoticus)

|  |  |

## Megjelenése
Testhossza 37-40 centiméter, testtömege 520-690 gramm közötti, a tojó kicsit kisebb és könnyebb, mint a hím. Fehér téli és barnás nyári tollazatot visel. Nászruhájában feje teteje és nyaka rozsdabarna, fekete pöttyözéssel és hullámos vonalakkal; váll-, hát- és középső farktollai feketék, közepükön rozsdabarna harántcsíkkal; minden tollának szegélye fehér.

## Életmódja
Rovarokkal táplálkozik.

## Szaporodása

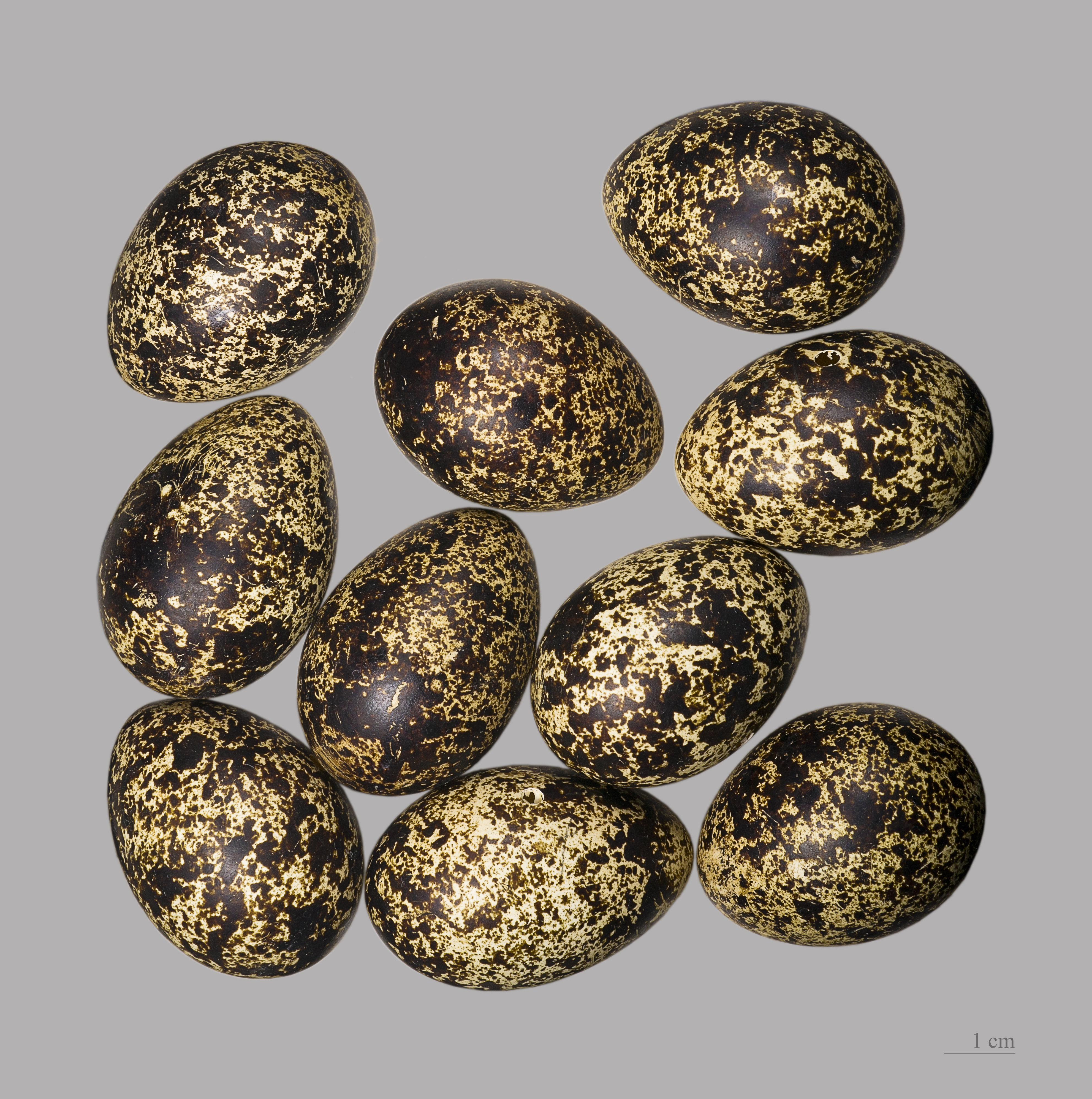
Lagopus lagopus lagopus

Fészekalja 6-11 tojásból áll, melyen 25 napig kotlik.